# Olivia Lonsdale
Olivia Lonsdale, née le 27 octobre 1994 à Amsterdam, est une actrice et harpiste néerlandaise.

## Biographie
Olivia Lonsdale est née d'un père britannique et d'une mère néerlandaise. Après avoir terminé ses études supérieures, elle a auditionné pour l'école de théâtre en 2013 mais a été rejetée. Elle a acquis une renommée nationale dans son pays pour son apparition dans le clip vidéo de la chanson numéro 1 Drank & Drugs de Lil' Kleine et Ronnie Flex.
Olivia Lonsdale a joué un rôle dans le film Prins (nl) de Sam de Jong en 2015, qui a également été projeté dans des festivals de films étrangers. Cette année-là, elle a joué un rôle de premier plan dans le film télévisé Geen koningen in ons bloed du réalisateur Mees Peijnenburg, qui a été diffusé par VARA, VPRO et NTR dans le cadre de la série de films néerlandais One Night Stand. En septembre 2015, le tournage du long métrage néerlandais-belge Monk a commencé, dans lequel Olivia Lonsdale joue un rôle principal. En 2017, elle reçoit un prix Da Vinci pour son rôle dans le film Silk Road (nl).
En 2019, elle a joué Pippa, l'un des rôles principaux de Vals (nl), un film basé sur le livre du même nom de Mel Wallis de Vries. Elle a également joué un rôle principal dans La Promesse de Pisa, un film basé sur le livre du même nom de Mano Bouzamour.

## Filmographie

### Cinéma
- 2015 : Geen Koningen in ons bloed de Mees Peijnenburg : Naomi[6]
- 2015 : Prince (Prins) de Sam de Jong : Demi[7]
- 2017 : Botanica de Noël Loozen : Evelien[8]
- 2017 : Sirene de Zara Dwinger : Melody[9]
- 2017 : Monk de Ties Schenk : Joni[10]
- 2017 : Silk Road (nl) de Mark de Cloe : Daphne[11]
- 2018 : Possessed de Rob Schröder, Daniël van der Velden et Vinca Kruk : Protagoniste millenial[12]
- 2018 : Yep! de Max Porcelijn
- 2019 : Vals (nl) de Dennis Bots : Pippa
- 2019 : La Promesse de Pisa (De belofte van Pisa) de Norbert ter Hall : Annelies Salomons

### Télévision
- 2016 : A'dam - E.V.A. : client forain
- 2019 : Random Shit : Roesja
- 2019 : Stanley H. : Bianca